# 奧科布拉 (密西西比州)
奧科布拉（英語：Ocobla）是位於美國密西西比州尼肖巴縣的非建制地區。

## 歷史
奧科布拉的郵局於1886年設立，其後於1903年停運。

## 地理
奧科布拉所處的海拔為高於海平面163米（即535英呎），而該地所採用的時區為UTC-6，即北美中部時區（CST）。同時該地設有夏令時間，為UTC-6調快一小時，即UTC-5（CDT）。